# راسل، منیتوبا
راسل، منیتوبا (به انگلیسی: Russell, Manitoba) یک شهرک در کانادا است که در استان منیتوبا واقع شده‌است. راسل ۳٫۱۵ کیلومتر مربع مساحت و ۱٬۶۱۱ نفر جمعیت دارد و ۵۵۵٫۶۶ متر بالاتر از سطح دریا واقع شده‌است.